# Barrowland Ballroom
La Barrowland Ballroom, nota come Barrowlands, è una sala da concerti di Glasgow. Utilizzata, in origine, come sala da ballo, in seguito è stata adattata per ospitare concerti.

## Storia
L'edificio è stato costruito nel 1934  dalla Barras Queen Maggie McIver in una zona mercantile situata nella parte orientale del centro della città scozzese. Costruito per ospitare serate di ballo, è stato un luogo frequentato dai militari americani, stanziati in città durante il secondo conflitto mondiale. In tale periodo, gli americani hanno introdotto il Jitterbug. L'edificio è stato raso al suolo da un incendio nel 1958, per poi essere completamente ricostruito e riconsegnato alla città nel 1960.
Capace di ospitare circa 1950 persone, la sala è nota per ospitare concerti di artisti di fama mondiale. Tra i maggiori artisti musicali che si sono esibiti nella Barrowland Ballroom, vi sono Simple Minds, David Bowie, Biffy Clyro, Franz Ferdinand, Foo Fighters, Muse, Oasis, Texas, The Clash, The Smiths, The Stranglers e gli U2.
Il locale ha assunto un ruolo esclusivo nel panorama artistico cittadino per generazioni di scozzesi.